# Vachellia seyal

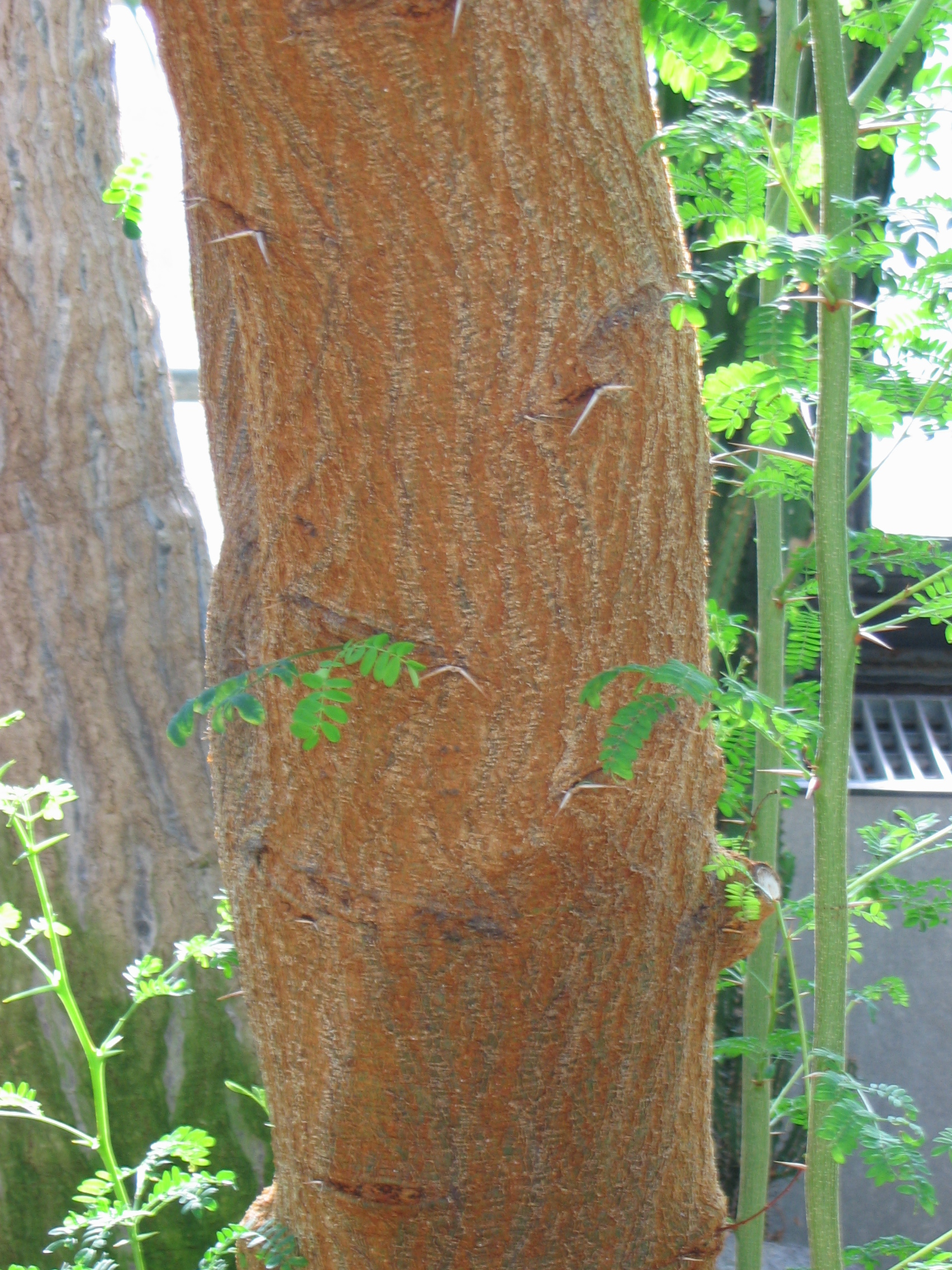
Vachellia seyal casca

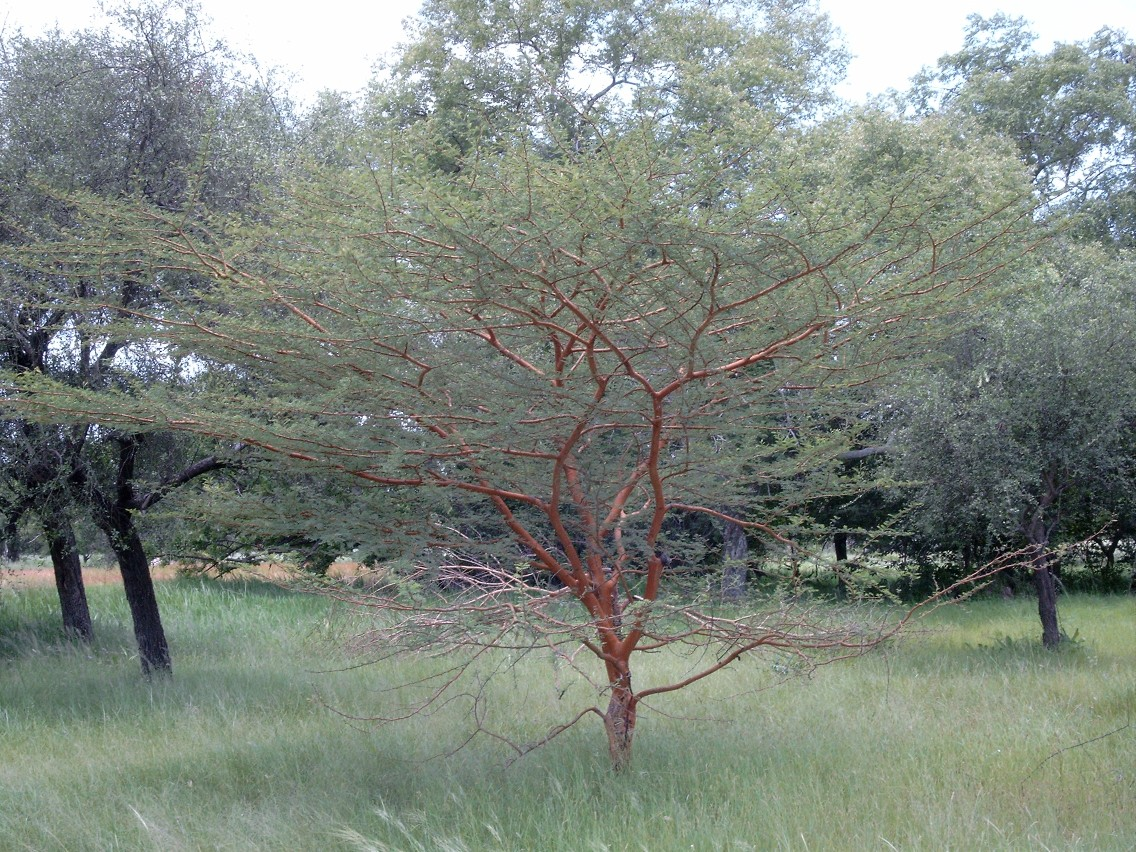
Vachellia seyal

Vachellia seyal é uma espécie de leguminosa do gênero Acacia, pertencente à família Fabaceae.